# Пам'ятки монументального мистецтва Сокальського району
У Сокальському районі Львівської області нараховується 10 пам'яток монументального мистецтва.
| #  | назва | адреса                                  | Номер | дата рішення                     |
| -- | --- | --------------------------------------- | ----- | -------------------------------- |
| 1  | пам'ятник Матюку В., українському композитору (ск. О.Пилєв, 1993, метал)                                                 | с. Федорівці                            | 1700  | Розпорядження № 528, 19.07.1995  |
| 2  | пам'ятник Климіву І., провідникові і членові Проводу ОУН. (ск. А.Троцько, 1993, мармурова крихта)                        | с. Сілець                               | 1701  | Розпорядження № 528, 19.07.1995  |
| 3  | пам'ятник Процюку В., «Кропиві», начальнику штабу УПА «Південь» (1995, граніт)                                           | с. Городиловичі                         | 1702  | Розпорядження № 1039, 06.10.1997 |
| 4  | пам'ятник Сидору В., «Шелесту», полковнику, командиру УПА «Захід» (ск. Л.Яремчук, арх. В.Каменщик, 1994, бронза)         | с. Спасів                               | 1703  | Розпорядження № 1039, 06.10.1997 |
| 5  | пам'ятник Хмельницькому Б., державному діячеві і гетьману України (ск. С. Рихва, 1954, з/бетон)                          | м. Сокаль, у сквері                     | 806   | Рішення № 183, 05.05.1972        |
| 6  | пам'ятник Франку І. Я., українському письменнику і вченому (ск. Е.Мисько, 1967, бетон)                                   | с. Хлівчани, центр села                 | 1704  | Рішення № 278, 05.06.1984        |
| 7  | пам'ятник Шевченку Т. Г., українському поету і художнику (1961, пісковик)                                                | м. Великі Мости, вул. Шевченка, у парку | 804   | Рішення № 183, 05.05.1972        |
| 8  | пам'ятник Шевченку Т. Г., українському поету і художнику (ск. Е.Мисько, арх. В.Каменщик, 1995, бронза, мармурова крихта) | м. Сокаль                               | 1705  | Розпорядження № 1039, 06.10.1997 |
| 9  | пам'ятник Шевченку Т. Г., українському поету і художнику (1964, пісковик)                                                | с. Тартаків, у парку ім. Т.Шевченка     | 805   | Рішення № 183, 05.05.1972        |
| 10 | пам'ятник на честь Незалежності України (ск. О.Капустяк, арх. В.Каменщик, 1995, мармурова крихта)                        | с. Тартаків                             | 1706  | Розпорядження № 1039, 06.10.1997 |

## Джерело
Перелік пам'яток Львівської області [Архівовано 16 вересня 2012 у Wayback Machine.]